# Grand Canary
Pour le roman éponyme, voir Aux Canaries.
Grand Canary est un film américain réalisé par Irving Cummings et sorti en 1934, d'après Aux Canaries, le roman de A. J. Cronin.

## Synopsis
Un médecin britannique est contraint de quitter l'Angleterre après la mort de trois de ses patients au cours d'un traitement expérimental. Il monte à bord d'un cargo en provenance de Liverpool et atterrit aux îles Canaries. Là-bas, il rencontre Lady Mary Fielding, épouse de l'un des propriétaires terriens les plus riches de la région et lui explique que les patients sont morts avant qu'il ne puisse leur administrer son nouveau sérum. Quand une épidémie de fièvre jaune menace la santé de nombreuses personnes sur l'île, y compris Lady Fielding, il joue un rôle clé dans la répression de la maladie. À cette époque, il se lie avec Suzan Tranter, dirigeant une mission médicale, qu'il connaît depuis quelques années. Lady Fielding retourne auprès de son mari et le Docteur trouve le bonheur avec Susan.

## Fiche technique
- Titre : Grand Canary
- Réalisation : Irving Cummings
- Scénario : Ernest Pascal, d'après le roman  d'A. J. Cronin
- Photographie : Bert Glennon
- Montage : Jack Murray
- Musique : Louis De Francesco, Hugo Friedhofer, Arthur Lange et Cyril J. Mockridge
- Production : Jesse L. Lasky
- Société de production : Twentieth Century Fox
- Pays de production :  États-Unis
- Langue : Anglais
- Format : Noir et blanc — 35 mm — 1,37:1 — Son : Mono
- Genre : Film dramatique
- Durée : 78 minutes
- Date de sortie : 
  - États-Unis : 20 juillet 1934

## Distribution
- Warner Baxter : Dr. Harvey Leith
- Madge Evans : Lady Mary Fielding
- Marjorie Rambeau : Daisy Hemingway
- Zita Johann : Suzan Tranter
- Roger Imhof : Jimmy Corcoran
- H. B. Warner : Dr. Ismay
- Barry Norton : Robert Tranter
- Juliette Compton : Elissa Baynham
- Gilbert Emery : Capitaine Renton
- John Rogers : Trout
- Gerald Rogers : le steward
- Desmond Roberts : le commissaire
- Carrie Daumery : la marquise
- Rodolfo Hoyos : la chanteuse
- Sam Appel : le barman
- Douglas Gordon : le facteur
- Keith Hitchcock : Michael Fielding
- George Regas : El Dazo
- Rosa Rey : Manuella